# Індія на зимових Олімпійських іграх 2022
Індія взяла участь у зимових Олімпійських іграх 2022, що тривали з 4 до 20 лютого 2022 року в Пекіні (Китай).

## Учасники
| Вид спорту          | Чоловіки | Жінки | Загалом |
| ------------------- | -------- | ----- | ------- |
| Гірськолижний спорт | 1        | 0     | 1       |
| Загалом             | 1        | 0     | 1       |

## Гірськолижний спорт
Єдиним представником Індії на Олімпійських іграх був спортсмен-гірськолижник Аріф Хан. Він виступав у дисциплінах слалом й гігантський слалом.
| Спортсмен | Дисципліна                    | 1-й спуск | 1-й спуск | 2-й спуск   | 2-й спуск   | Сума        | Сума        |
| Спортсмен | Дисципліна                    | Час       | Місце     | Час         | Місце       | Час         | Місце       |
| --------- | ----------------------------- | --------- | --------- | ----------- | ----------- | ----------- | ----------- |
| Аріф Хан  | Гігантський слалом (чоловіки) | 1:22.35   | 53        | 1:24.49     | 44          | 2:47.24     | 45          |
| Аріф Хан  | Слалом (чоловіки)             | НФ        | НФ        | Не потрапив | Не потрапив | Не потрапив | Не потрапив |

## Бойкот
Аріф Хан мав нести прапор Індії на відкритті Олімпіади, але Міністерство закордонних справ країни вирішило, що єдиний представник не братиме участі ні в церемонії відкриття, ні в закритті Зимових Олімпійських ігор у Пекіні через те, що Китай призначив Галванського солдата факелоносцем.